# Дворецький Іван Васильович
Дворецький Іван Васильович (*близько 1637, Київ — †19 травня 1694, Київ) — сотник Остерської сотні, київський полковий суддя. Вихованець Києво-Могилянської академії.

## Біографія
Походив з українського шляхетського роду Дворецьких.
Народився у сім'ї київського полковника В. Дворецького. Освіту здобув у Києво-Могилянській академії (середина XVII століття).
З 22 жовтня 1666 — хорунжий Остерської сотні Київського полку, 1670–1677 — остерський сотник, з 1694 — суддя Київського полку.
Разом зі своїм батьком та невідомою духовною особою брав участь у створенні чи, принаймні, редагуванні ядра «Збірника Дворецьких», до складу якого входять: «Навіти», «Пам'ять», «Пересторога України» та «Літописець».